# Suore domenicane della Beata Imelda (Bratislava)
Le Suore Domenicane della Beata Imelda (in slovacco Kongregácia Sestier Dominikánok blahoslavenej Imeldy) sono un istituto religioso femminile di diritto pontificio.

## Storia
L'istituto sorse nel 1943 dall'unione delle tre comunità domenicane slovacche di Petrovany, Humenné e Trebišov, già appartenenti alle congregazioni ungherese di Kőszeg e boema della Beata Zdislava.
In forza delle leggi antireligiose cecoslovacche, le suore furono costrette a vivere disperse.

## Attività e diffusione
Le suore si dedicano all'educazione scolastica.
Oltre che in Slovacchia, sono presenti in Ucraina; la sede generalizia è a Bratislava.
Alla fine del 2015 l'istituto contava 83 religiose in 9 case.